# Alrick Toney
Alrick Toney (Paramaribo, 10 februari 2015) is een Surinaams badmintonner.

## Carrière
Alrick Toney stond in 2009 in drie finales op de Surinaamse nationale jeugdkampioenschappen U-15 en won de titel in het jongensdubbel. Twee jaar later, in 2011, won hij de nationale titel in het gemengd dubbel onder 17 en werd hij tweede in zowel het enkelspel als het jongensdubbel. In hetzelfde jaar bereikten hij en zijn oudere broer Alroy Toney de halve finale van het herendubbelevenement op de nationale kampioenschappen voor senioren. Hij won ook de U-19 Boys Singles-titel op de 5e Gerard Boijmans Memorial 2011, een belangrijk evenement uit het Nationaal Badminton Circuit voor junioren.
In 2012 bereikte hij ook de finale van het U-19 het Boijmans Memorial, maar hij kon zijn titel niet verdedigen omdat hij werd verslagen door Soren Opti met 19-21, 16-21. In 2012 stond hij opnieuw in drie finales op de Surinaamse nationale jeugdkampioenschappen, verloor hij de finale in het enkelspel opnieuw van Opti, met wie hij samen de jongensdubbel U-19 titel won. Ook werd hij samen met partner Crystal Leefmans tweede in het gemengd dubbel. In 2012 won hij ook de U-19-titel in het enkelspel in Frans-Guyana tijdens het eerste inter-club-evenement tussen Suriname en Frans-Guyana. Op de Surinaamse nationale jeugdkampioenschappen van 2013 bereikte hij opnieuw drie U-19-finales, maar moest genoegen nemen met drie tweede plaatsen, waarbij hij alle drie de finales in het enkelspel, dubbelspel en gemengd dubbel verloor.
Ricky Toney maakte deel uit van het Surinaamse juniorenteam op vele evenementen zoals de Carebaco Games en ook tijdens de reis van de juniorenploeg van Suriname naar Nederland in 2012, waar hij een zilveren en twee bronzen medailles veroverde op het Junior Master Gulicktoernooi 2012. In 2016 werd hij tweede in het herendubbel tijdens het Suriname International.